# ماي مان جينينغز
كانت ماي مان جينينغز (اسمها قبل الزواج ماي أوستن إليزابيث مان؛ 25 أبريل 1872 - 24 أبريل 1963) ناشطة أمريكية وسيدة فلوريدا الأولى من 1901 إلى 1905. وباعتبارها واحدة من أقوى النساء وأكثرهن تأثيرًا في فلوريدا، فقد قادت المنظمات المدنية والخيرية على حد سواء، وأسست رابطة ناخبات فلوريدا. كان والدها، أوستن مان، عضوًا في مجلس الشيوخ على مستوى الولاية، وعملت ماي مان مساعدة له عندما ترشح وانتُخب لمنصب نائب الولاية. وأصبحت السيدة الأولى لفلوريدا بكونها زوجة الحاكم وليام شيرمان جينينغز، ويُنسب إليها الفضل في تعزيز مسيرته السياسية بشكل بارز من خلال شبكة العلاقات التي اكتسبها أثناء العمل مع والدها ومن خلال أنشطتها العديدة.

## العمل المدني
أسست ماي جينينغز اتحاد مقاطعة دوفال للجمعيات النسائية وكانت رئيسة اتحاد فلوريدا للمنتديات النسائية. فاستخدمت تلك الشبكة المؤثرة من النساء المتحمسات بهدف النضال من أجل قضايا تشمل الحفاظ على البيئة، ورعاية الأطفال، ومنح المرأة حق الاقتراع، والاهتمام بمكتبة ولاية فلوريدا في تالاهاسي، ومحميات السيمينول، وإقرار التعليم الإلزامي، وقوانين تسوير الماشية، والحفاظ على متنزهات الولاية. وكان من بين القضايا الأخرى التي عملت عليها جينينغز وتحدثت عنها، منع الكحول ومنح الأطفال معاملة أفضل، ومنح السجناء حقوقهم، وإصلاحات التعليم والتمويل، وتحسين الرعاية الاجتماعية والصحة العامة، والحفاظ التراثي، والحفاظ على البيئة، وتجميل الطرق السريعة. عملت المنتديات النسائية في جميع أنحاء الولاية على الحملات الانتخابية، وضغطت على المشرعين، وناشدت المنظمات الأخرى بهدف الحصول على المساعدة.
وفي 31 مارس 1921، شاركت ماي جينينغز في تأسيس رابطة ناخبات ولاية فلوريدا. ونجحت مع الرابطة في تنظيم حملة من أجل تغطيس الماشية الشامل في فلوريدا بدءًا من 1923 (لمكافحة داء البابسيات البقري الذي ينقله القراد)، لكنها لم تنجح في مساعيها الضاغطة في عامي 1929 و1931 من أجل تقليص مدة العمل إلى 48 ساعة أسبوعيًا للنساء.
وبصفتها نائب رئيس جمعية ولاية فلوريدا التاريخية وعضو مؤسس فيها، نظمت جينينغز حملة للحفاظ على ترتل ماوند، قوقعة ركامية قديمة تقع بالقرب من هور النهر الهندي في شرق فلوريدا، ونجحت في ترتيب عملية شراءها لصالح الجمعية التاريخية في 1928. وكانت إحدى منظمي الشؤون السياسية للحزب الديمقراطي في الولاية وأدارت حملة روث بريان أوين في ترشحها الناجح لمجلس النواب عام 1928. وبهدف تأمين عمال لسلك الخدمة المدنية الفيدرالي من أجل متنزه رويال بالم أثناء الكساد الكبير، تعاونت جينينغز مع ابنها بريان، الذي أصبح رئيسًا لمجلس غابات فلوريدا.
عملت جينينغز في لجنة متنزه إيفرغليدس الوطني، فانضمت مجددًا إلى اللجنة بعد أن علّق الحاكم فريد كون نشاطها، وتنازلت شخصيًا عن أرض لها بالقرب من فلامنغو بولاية فلوريدا من أجل المشروع. وترأست لفترة طويلة جمعية تجميل الطرق السريعة في مقاطعة دوفال من 1928 حتى 1958، فخطت تشريعات الولاية، التي أُقرت في 1931، والتي حجزت جزءًا من منطقة جوانب الطرق بهدف الزراعة والحفاظ على البيئة.  قادت لجنة التجميل التابعة لغرفة تجارة فلوريدا حتى 1961، العام الذي شُخصت فيه إصابتها بالسرطان.
توفيت جينينغز في 24 أبريل 1963، ودُفنت في مقبرة إيفرغرين (جاكسونفيل، فلوريدا).

## الإرث
عُرفت ماي جينينغز باسم «أم غابات فلوريدا» لدورها في دعم وتمكين القانون التشريعي الذي شكل مجلس ولاية فلوريدا للغابات، المعروف اليوم باسم قسم الغابات. ووفقًا لروثان فوغل من جامعة ميامي، كان لجينينغز «دور فعال في استحداث متنزه رويال بالم بالقرب من هومستيد»، والذي جرى التبرع به لاحقًا إلى خدمة المتنزهات الوطنية وضُم إلى متنزه إيفرغليدس الوطني.